# Есенгулов, Айткали Гусманович
Айткали Гусманович Есенгулов (также Исенгулов; род. 24.12.1943, с. Красная Горка (по другим источникам — Оренбург и Глазово), Оренбургская область, СССР) — советский и казахстанский военный деятель, генерал-майор. Бывший заместитель министра обороны РК. Заместитель председателя Партии патриотов Казахстана.

## Биография
По происхождению Айткали Исенгулов является потомком казахского хана Младшего жуза Абулхаира.
Начал воинскую службу рядовым Вооружённых Сил СССР в Польше. Поступил в Череповецкое высшее военное училище радиоэлектроники — подразделение Главного разведывательного управления (ГРУ).
В 1965—1970 годах взводный, затем ротный командир в группе Советских войск в Германии; в 1970—1982 годах зам. командующего батальона Среднеазиатского военного округа, инспектор окружного политуправления; в 1982—1988 годах — инспектор политотделения группы Советских войск в Германии, секретарь окружной и партийной комиссии; в 1989—1992 годах — заместитель начальника политотделения, зам. начальника окружного штаба Белорусского военного округа, зам. главы штаба Вооружённых сил Республики Беларусь.
В марте 1992 года на встрече глав государств СНГ в Минске Сагадат Нурмагамбетов предложил Есенгулову вернуться в Казахстан. В 1992—1993 годах — советник министра обороны РК, начальник управления связи с зарубежными странами. В 1993—1997 годах заместитель министра обороны РК, начальник управления социально-правовых и воспитательных работ.
Всего в армии прослужил 35 лет, из них 20 — за рубежом.
Имеет 31 правительственную награду, из которых 11 — иностранных.

## Семья
Жена Зираш — врач высшей категории. Трое дочерей, внук Айдар и внучка.Овдовел и через 5 лет создал новую семью.
Супруга - Улпан Сайранбековна         ( модельер- конструктор одежды, частный предприниматель). Имеют двух сыновей : Жангир (2013 г.р.) и Санжар (2016 г.р.).

## Общественная деятельность
В отставке широко занимается общественной деятельностью:
- Заместитель председателя Партии патриотов Казахстана[5][6]
- Входит в состав «Республиканского совета по патриотическому воспитанию граждан» (Постановлением Правительства Республики Казахстан от 11 марта 2007 года N 174[7])
- Президент Общественного объединения «Союз военнослужащих запаса Республики Казахстан»[7]
- Сопредседатель «Международного консультативного Совета организаций офицеров запаса», в который вошли 18 организаций из 16 стран[5].
- Член президиума общественного объединения «Совет генералов РК»[2]